# Sanchogómez
Sanchogómez es una localidad española del municipio de Narros de Matalayegua, perteneciente a la provincia de Salamanca, en la comunidad autónoma de Castilla y León. Está ubicada en la comarca del Campo de Salamanca.

## Historia
Su fundación se remonta al proceso general de repoblación llevado a cabo por los reyes de León en la Alta Edad Media, quedando integrado con el nombre de Sancho Gómez en el cuarto de Corvacera de la jurisdicción de Salamanca, dentro del Reino de León.
Hacia mediados del siglo XIX, el lugar, por entonces con ayuntamiento propio, tenía contabilizada una población de 64 habitantes. La localidad aparece descrita en el decimotercer volumen del Diccionario geográfico-estadístico-histórico de España y sus posesiones de Ultramar de Pascual Madoz de la siguiente manera:

SANCHO-GOMEZ: l. con ayunt. en la prov. y dióc. de Salamanca (10 leg.) , part. jud. de Sequeros (3), aud. terr. de Valladolid y c. g. de Castilla la Vieja. sit. en una hondura dominada por todos lados de alturas de poca consideracion; el clima es sano, y no se conocen enfermedades especiales. Se compone de 22 casas; un manantial perenne de cuyas aguas usan los vec.; una igl. aneja del curato de Iñigo, está servida por el vicario de dicho pueblo, y un cementerio que en nada perjudica á la salud pública. Confina el térm. por el N. con Castroverde; E. Terrones (jurisd. de Iñigo); S. Iñigo, y O. Barbalos y Narros de Matalayegua; pasa por él un arroyo de poco caudal, el cual conserva dos charcas en el verano. El terreno es pizarroso y de secano, malo en su mayor parte; tiene monte de encina y unos pequeños prados. Los caminos conducen á los pueblos inmediatos. El correo se recibe de Linares. prod. de toda clase de cereales escasamente para el consumo; hay ganado vacuno, lanar y de cerda, y caza de conejos, liebres y perdices. pobl.: 16 vec., 64 alm. riqueza prod.: 75,600 reales. imp.: 2,780.
(Madoz, 1849, p. 729)

## Demografía
En 2017 Sanchogómez contaba con una población de 13 habitantes, de los cuales 6 eran varones y 7 mujeres (INE 2017).
| Gráfica de evolución demográfica de Sanchogómez entre 2000 y 2017                        |
|                                                                                          |
| Fuente: Instituto Nacional de Estadística de España - Elaboración gráfica por Wikipedia. |